# Stiliger niger
Stiliger niger är en snäckart som beskrevs av Henning Mourier Lemche 1935. Stiliger niger ingår i släktet Stiliger och familjen Stiligeridae. Arten är reproducerande i Sverige. Inga underarter finns listade i Catalogue of Life.